# Drahenice (zámek)
Zámek Drahenice na Příbramsku je původně renesanční objekt s dvěma barokními přestavbami. Tvoří ho dvě jednopatrová křídla ve tvaru písmene L s mansardovou střechou. Ve styku obou křídel je hranolová věž s bání. U zámku je park s rybníkem a zahradou. Zámek není veřejnosti přístupný. Od roku 1965 je zámek (včetně zámecké kaple) památkově chráněn.

## Historie
Původní tvrz je písemně doložena v roce 1638. Na konci 17. století patřilo panství Valdštejnům a poté v 18. století Nosticům, kteří nechali starou renesanční budovu tvrze barokně přestavět. V roce 1796 koupili panství Hartmanové z Klarštejna, za nichž byly provedeny další barokní úpravy zámku. V roce 1870 získali drahenické panství Lobkowiczové. Těm byl po roce 1989 zámek v restituci navrácen a hlavní budova pak byla opravena. Současným majitelem zámku je Johannes Lobkowicz (* 1954 Mnichov), jehož dědeček Jan Adolf Lobkowicz (1885–1952) a otec Mikuláš (Nikolaus, 1931–2019, pozdější rektor univerzity v Mnichově a Eichstättu) odešli z Československa po Únoru 1948. Johannes je bratranec majitele mělnického zámku Jiřího Jana (* 1956 Curych).

## Popis
Areál zámku se nachází ve středu obce Drahenice. Kromě hlavní dvoukřídlé budovy jej tvoří i hospodářský dvůr a zámecký park s rybníkem a zahradou, který je od zámeckého komplexu oddělen hlavní silnicí. Západní křídlo zámku je vstupní a jeho hlavní průčelí se zřejmým barokním členěním je orientované do ulice. Jižní křídlo hlavní budovy je severní stranou obráceno do zahrady a k rybníku, je delší a je v něm umístěna i zámecká kaple Neposkvrněného početí Panny Marie s oválnými okny. Na jižní straně sousedí s tímto křídlem hospodářský dvůr. Západně od zámku se na druhé straně silnice rozkládá někdejší anglický park, který je ohraničen na mnoha místech rozvalenou zdí.